# Prefontaine Classic 2011
Il Prefontaine Classic 2011 è stato la 37ª edizione dell'annuale meeting di atletica leggera denominato Prefontaine Classic e si è svolto all'Hayward Field di Eugene, dalle ore 18:40 del 3 giugno 2011 fino alle 21:20, proseguendo il giorno seguente dalle 10:05 fino alle 12:50 UTC-8. Il meeting è stato anche la quarta tappa del circuito IAAF Diamond League 2011.

## Programma
Il meeting ha visto lo svolgimento di ben 26 specialità, 16 maschili e 10 femminili: di queste, 8 maschili e altrettante femminili erano valide per la Diamond League.

### Giorno 1
| # | Orario | Specialità |
| - | ------ | ---------- |
| 1 | 18:40  | 25000 m    |
| 2 | 18:40  | 30000 m    |
| 3 | 20:50  | 10000 m    |

| # | Orario | Specialità |
| - | ------ | ---------- |
| 1 | 20:25  | 5000 m     |

### Giorno 2
| #  | Orario | Specialità       |
| -- | ------ | ---------------- |
| 1  | 10:10  | Lancio del disco |
| 2  | 10:28  | Miglio           |
| 3  | 10:41  | 3000 m siepi     |
| 4  | 11:09  | 800 m            |
| 5  | 11:17  | Salto in alto    |
| 6  | 11:34  | 110 m hs         |
| 7  | 11:39  | Salto in lungo   |
| 8  | 11:43  | 400 m            |
| 9  | 11:47  | Getto del peso   |
| 10 | 11:51  | 2 Miglia         |
| 11 | 12:15  | 100 m            |
| 12 | 12:29  | 200 m            |
| 13 | 12:46  | Miglio           |

| # | Orario | Specialità             |
| - | ------ | ---------------------- |
| 1 | 10:04  | Salto con l'asta       |
| 2 | 10:07  | Salto triplo           |
| 3 | 10:23  | Getto del peso         |
| 4 | 11:03  | 400 m hs               |
| 5 | 11:21  | 1500 m                 |
| 6 | 11:30  | Lancio del giavellotto |
| 7 | 12:06  | 100 m                  |
| 8 | 12:21  | 800 m                  |
| 9 | 12:39  | 400 m                  |

     Specialità valide per la Diamond League

## Risultati
Di seguito i primi tre classificati di ogni specialità. Con w si indica una prestazione con vento favorevole superiore a 2 m/s.

### Uomini
| Specialità       |                 | Prestazione | 2º classificato        | Prestazione | 3º classificato    | Prestazione |
| 100 m            | Steve Mullings  | 9.80        | Mike Rodgers           | 9.85        | Nesta Carter       | 9.92        |
| 200 m            | Walter Dix      | 20.19       | Jaysuma Saidy Ndure    | 20.26       | Churandy Martina   | 20.39       |
| 400 m            | Angelo Taylor   | 45.16       | Jeremy Wariner         | 45.43       | Kévin Borlée       | 45.51       |
| 800 m            | Abubaker Kaki   | 1'43.68     | Khadevis Robinson      | 1'45.40     | Boaz Lalang        | 1'45.49     |
| Miglio           | Haron Keitany   | 3'49.09     | Silas Kiplagat         | 3'49.39     | Asbel Kiprop       | 3'49.55     |
| Miglio           | Ryan Gregson    | 3'53.86     | David Torrence         | 3'54.01     | Ben Blankenship    | 3'54.10     |
| 2 Miglia         | Bernard Lagat   | 8'13.62     | Edwin Soi              | 8'14.10     | Isiah Koech        | 8'14.16     |
| 10000 m          | Mohamed Farah   | 26'46.57    | Imane Merga            | 26'48.35    | Josphat Bett       | 26'48.99    |
| 25000 m+         | Moses Mosop     | 1:12'25.4   | ND                     |             | ND                 |             |
| 30000 m          | Moses Mosop     | 1:26'47.4   | Abel Kirui             | 1:30'00.1   | Hosea Macharinyang | 1:32'25.6   |
| 110 m hs         | David Oliver    | 12.94       | Liu Xiang              | 13.00       | Aries Merritt      | 13.18       |
| 3000 m siepi     | Ezekiel Kemboi  | 8'08.34     | Paul Kipsiele Koech    | 8'10.13     | Roba Gary          | 8'11.34     |
| Salto in lungo   | Greg Rutherford | 8.32 m w    | Godfrey Khotso Mokoena | 8.31 m w    | Sebastian Bayer    | 8.03 m w    |
| Salto in alto    | Raúl Spank      | 2.32 m =    | Andrej Sil'nov         | 2.32 m      | Jesse Williams     | 2.32 m      |
| Getto del peso   | Reese Hoffa     | 21.65 m     | Dylan Armstrong        | 21.60 m     | Christian Cantwell | 21.59 m     |
| Lancio del disco | Robert Harting  | 68.40 m     | Virgilijus Alekna      | 67.19 m     | Piotr Małachowski  | 65.95 m     |

     Atleti al primo posto nella classifica di specialità.
     Prestazione che stabilisce il nuovo record del meeting.

### Donne
| Specialità             |                     | Prestazione | 2ª classificata    | Prestazione | 3ª classificata   | Prestazione |
| 100 m                  | Carmelita Jeter     | 10.70       | Marshevet Myers    | 10.86       | Kerron Stewart    | 10.87       |
| 400 m                  | Amantle Montsho     | 50.59       | Debbie Dunn        | 51.37       | Allyson Felix     | 51.41       |
| 800 m                  | Kenia Sinclair      | 1'58.29     | Caster Semenya     | 1'58.88     | Janeth Jepkosgei  | 1'59.15     |
| 1500 m                 | Gelete Burka        | 4'04.63     | Maryam Yusuf Jamal | 4'05.44     | Morgan Uceny      | 4'06.32     |
| 5000 m                 | Vivian Cheruiyot    | 14'33.96    | Linet Masai        | 14'35.44    | Mercy Cherono     | 14'37.01    |
| 400 m hs               | Lashinda Demus      | 53.31       | Kaliese Spencer    | 53.45       | Melaine Walker    | 53.56       |
| Salto triplo           | Ol'ha Saladucha     | 14.98 m     | Blessing Ufodiama  | 14.06 m     | Anna Pjatych      | 13.98 m     |
| Salto con l'asta       | Anna Rogowska       | 4.68 m      | Svetlana Feofanova | 4.58 m      | Fabiana Murer     | 4.48 m      |
| Getto del peso         | Nadzeja Astapčuk    | 20.59 m     | Jillian Camarena   | 19.76 m     | Cleopatra Borel   | 18.85 m     |
| Lancio del giavellotto | Christina Obergföll | 65.48 m     | Marija Abakumova   | 65.30 m     | Barbora Špotáková | 64.87 m     |

     Atlete al primo posto nella classifica di specialità.
     Prestazione che stabilisce il nuovo record del meeting.